# Alexis Obolensky

Obolensky com a princesa Grace Kelly, no campeonato europeu de gamão, 1973.

Príncipe Alexis Obolensky (Istambul, 1914 – Manhattan, 8 de fevereiro de 1986), foi um membro da Família imperial da Rússia radicado nos Estados Unidos, notabilizou-se por presidir o World Backgammon Club e realizar as primeiras competições internacionais do jogo.
Obolensky foi o principal responsável pelo ressurgimento da popularidade do gamão, sendo o período em que realizou as primeiras competições conhecido por "auge do gamão", que dura até o presente.

## Biografia
Alexis morou em França, para onde a família à qual pertencia originalmente havia fugido; no início da década de 1920 mudaram-se para os EUA. Neste país o príncipe radicou-se, formando-se pela Universidade da Virgínia.
Tinha três filhos: duas mulheres (Anne e Mary) e um homem (Alexis Jr.).

## Gamão
Obolensky é considerado o "pai do moderno gamão". Após a fundação do World Backgammon Club em Nova Iorque, tratou de organizar as bases para um campeonato mundial, que efetivamente se concretizou, em 1964.
Aprendeu o jogo entre os cinco e os dez anos, com o jardineiro da família em Istambul, onde a família tinha residência.
Bastante entrosado na alta sociedade, o príncipe circulava entre celebridades junto a quem despertava o gosto pelo jogo, e foi responsável pela chamada era do "auge do gamão", quando - com o apoio de empresas de bebidas, de cigarro e automóveis, realizou o primeiro campeonato mundial do gamão, nas Bahamas.